# Nephrolepis celebica
Nephrolepis celebica är en spjutbräkenväxtart som beskrevs av Heinrich Zollinger. Nephrolepis celebica ingår i släktet Nephrolepis och familjen Nephrolepidaceae. Inga underarter finns listade.